# Agostino Morigia
Agostino Morigia (Pallanza, ... – ...; fl. XVI secolo) è stato un religioso e beato italiano.

## Biografia
Agostino nacque nella nobile famiglia dei Moriggia di Milano. Fu frate nel monastero dei monaci ambrosiani.